# Gonopodium

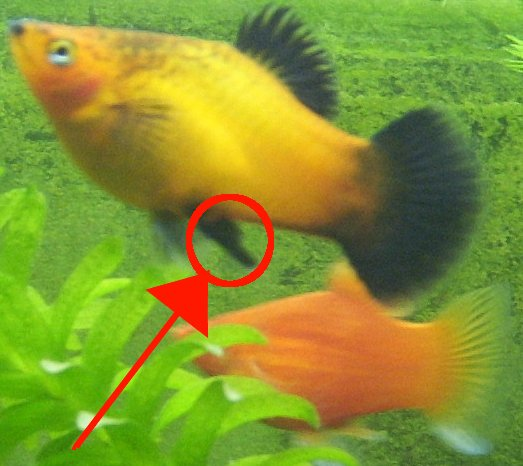
Sameček platy s gonopodiem

Gonopodium je samčí pomocný pářící orgán, užívaný při oplození samičky. Vyskytuje se např. u živorodých ryb (podčeleď Poeciliinae) nebo u raků z čeledí Astacidae a Cambaridae. U raků se ale nazývají přeměněné plovací nožky gonopody.
U živorodek je gonopodium přeměněná řitní ploutev.
U raků tvoří gonopodium přeměněný první pár zadečkových nožek (pleopodů).